# Angolanisch-deutsche Beziehungen
Die Staaten Angola und Deutschland unterhalten direkte diplomatische Beziehungen, mit der Angolanischen Botschaft Berlin und der Deutschen Botschaft Luanda. Angolas Präsident José Eduardo dos Santos besuchte zweimal Deutschland, 1981 (DDR) und 2009. Kanzlerin Angela Merkel besuchte Angola als erste deutsche Staatschefin im Jahr 2011, im Februar 2020 kam sie ein zweites Mal dorthin.
Angola ist heute der drittwichtigste deutsche Handelspartner in Subsahara-Afrika.

## Geschichte

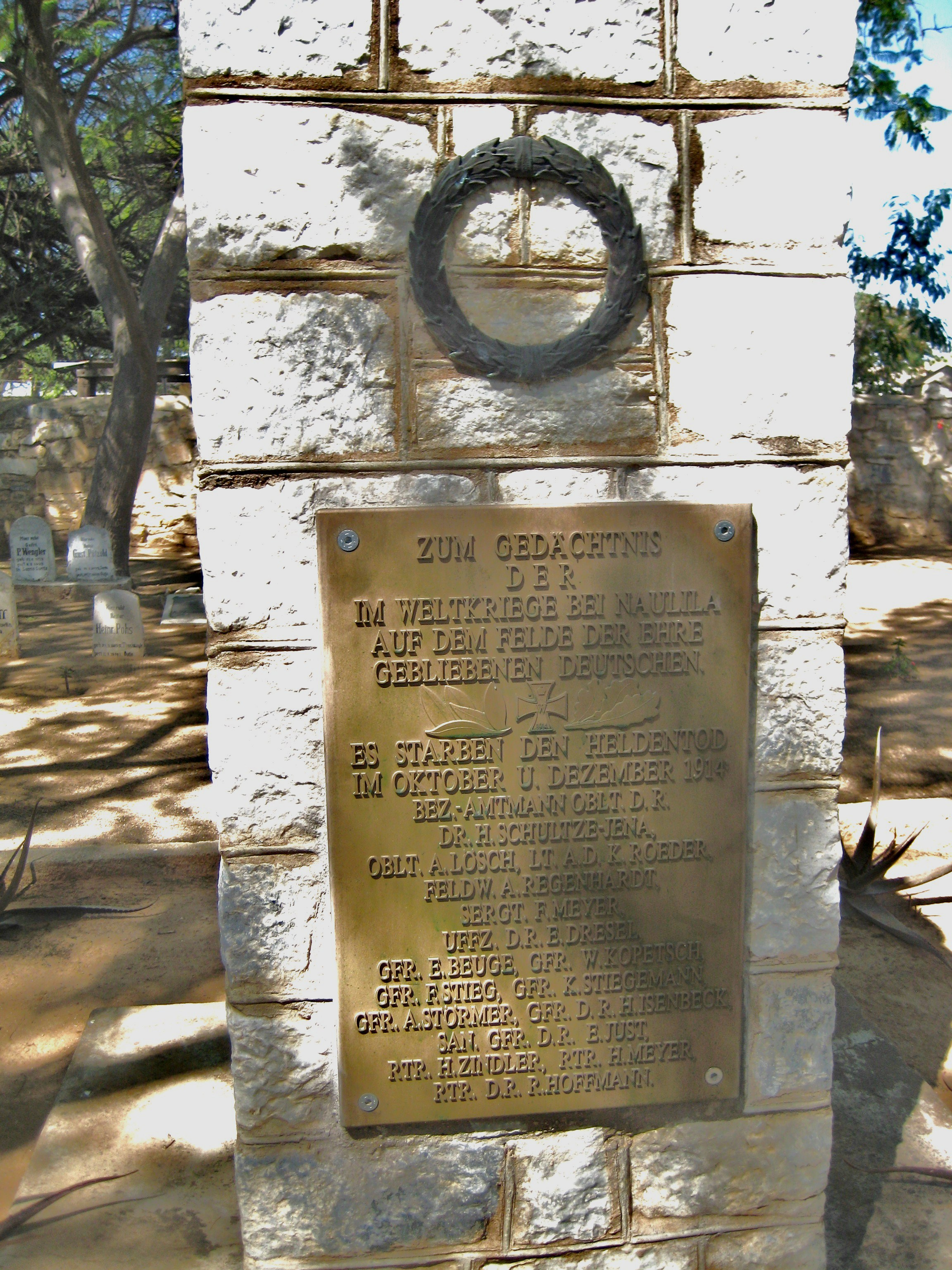
Denkmal für die deutschen Toten im Kampf um Naulila (1914)

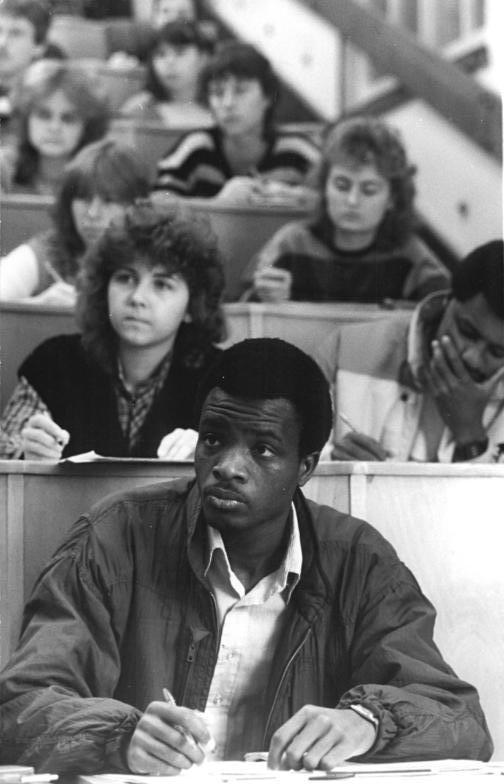
Der angolanische Student Moisés José da Costa an der Technischen Hochschule Karl-Marx-Stadt (1986)

Angola war bereits seit 1483 portugiesische Kolonie, als das Deutsche Kaiserreich im Jahr 1884 das südlich angrenzende Gebiet als Deutsch-Südwestafrika in Besitz nahm. Als im August 1914 der Erste Weltkrieg ausbrach, war Portugal zunächst noch neutral und erhielt erst 1916 eine Kriegserklärung Deutschlands. Bereits am 18. Dezember 1914 kam es jedoch im Süden Angolas zum Kampf um Naulila, als Höhepunkt der Strafexpedition der deutschen Schutztruppe gegen Angola. Auslöser war der Tod mehrerer deutscher Offiziere und Beamte, die zuvor auf angolanischem Gebiet von portugiesischem Militär aufgegriffen und in Eskorte genommen wurden, und dabei nach einer Reihe von Missverständnissen im Schusswechsel gestorben waren.
Mit dem Ende der deutschen Kolonie Deutsch-Südwest 1915 wanderten über 1.400 Deutsche nach Angola aus und betrieben dort meist Landwirtschaft als Farmer. Diese Angola-Deutschen lebten vor allem in der Region von Benguela, wo es zeitweise eine deutsche Schule gab, und anderen Regionen im Süden Angolas.
Nach der Unabhängigkeit und dem Ausbruch des Angolanischen Bürgerkriegs 1975 verließen die meisten Angola-Deutschen das Land.

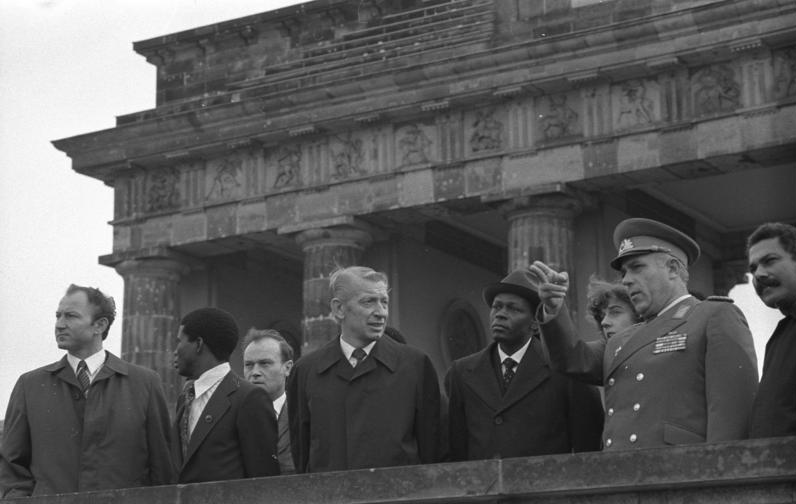
Der angolanische Präsident Eduardo dos Santos 1981 in der DDR

Gleichzeitig entwickelten sich die Beziehungen zwischen der Volksrepublik Angola und der Deutschen Demokratischen Republik bis zum Ende der DDR 1989 freundschaftlich. Einige tausend Vertragsarbeiter und Studenten aus Angola kamen dabei in die DDR. Etwa 20 % der heutigen Führungskräfte in Wirtschaft und Politik Angolas haben in der DDR studiert.
Nach dem Ende der DDR 1990 erregte der Fall des von Neonazis in Eberswalde ermordeten Angolaners Amadeu Antonio international Aufsehen. Unter den Opfern der zahlreichen folgenden fremdenfeindlichen Übergriffe waren wiederholt auch Angolaner.
Mit der enormen wirtschaftlichen Entwicklung nach Ende des angolanischen Bürgerkriegs 2002 verstärkte sich dann auch die deutsche Aufmerksamkeit für das Land wieder. Als erster bundesdeutscher Regierungschef besuchte Kanzlerin Angela Merkel 2011 Angola. Die dabei auch vereinbarten Rüstungsgeschäfte sorgten in der deutschen Politik für Diskussion.
Die Kanzlerin kam im Februar 2020 ein zweites Mal nach Angola, wo sie mit dem angolanischen Präsidenten João Lourenço u. a. über die Lieferung von Küstenwachbooten an die Marine der Angolanischen Streitkräfte sprach. Auch ein Luftfahrtsabkommen und Wirtschafts- und Ausbildungsvereinbarungen wurden geschlossen.

## Wirtschaft
Mit dem Wirtschaftsaufschwung nach dem Ende des Bürgerkriegs 2002 nahmen auch die Wirtschaftsbeziehungen zwischen Angola und Deutschland deutlich zu. Angola gilt inzwischen als drittwichtigster deutscher Handelspartner in Subsahara-Afrika. Kritiker bemängeln dabei die fehlende Aufmerksamkeit für die Korruption und die problematische Menschenrechtslage in Angola, wenn es um die Rolle deutscher Kreditgeber und Rüstungsexporte geht.
Etwa 20 deutsche Unternehmen sind inzwischen mit eigenen Niederlassungen in Angola vertreten, darunter Bauer, Bosch, die Commerzbank, DHL, Siemens und Volkswagen (ASGM). Die deutsche Krones AG ist mit 90 % Marktanteil sogar nahezu konkurrenzlos auf dem angolanischen Markt für Getränkeabfüllanlagen.
2016 kam mit dem Tigra-Bier erstmals ein ernst zu nehmender einheimischer Konkurrent für die Marken des traditionellen Marktführers Cuca BGI auf den angolanischen Biermarkt. Das Bier wurde in Zusammenarbeit mit dem Münchner Doemens-Institut entwickelt, wo auch die Tigra-Braumeister ausgebildet wurden.
Im Jahr 2015 betrugen die deutschen Ausfuhren nach Angola 335,5 Mio. Euro, nach 372,6 Mio. Euro (2014) und 283,7 Mio. Euro (2013). Etwa 30 % der deutschen Exporte nach Angola sind Maschinen, weitere 14,3 % sind Metallwaren.
Die angolanischen Ausfuhren nach Deutschland beliefen sich 2015 auf 76,1 Mio. Euro, nach 130,1 Mio. Euro (2014) und 469,5 Mio. Euro (2013). Etwa 80 % davon waren Erdöl, weitere 18 % petrochemische Produkte.
Damit ist die Bundesrepublik Deutschland weder bei den Importen noch den Exporten unter den sieben wichtigsten Handelspartnern Angolas.

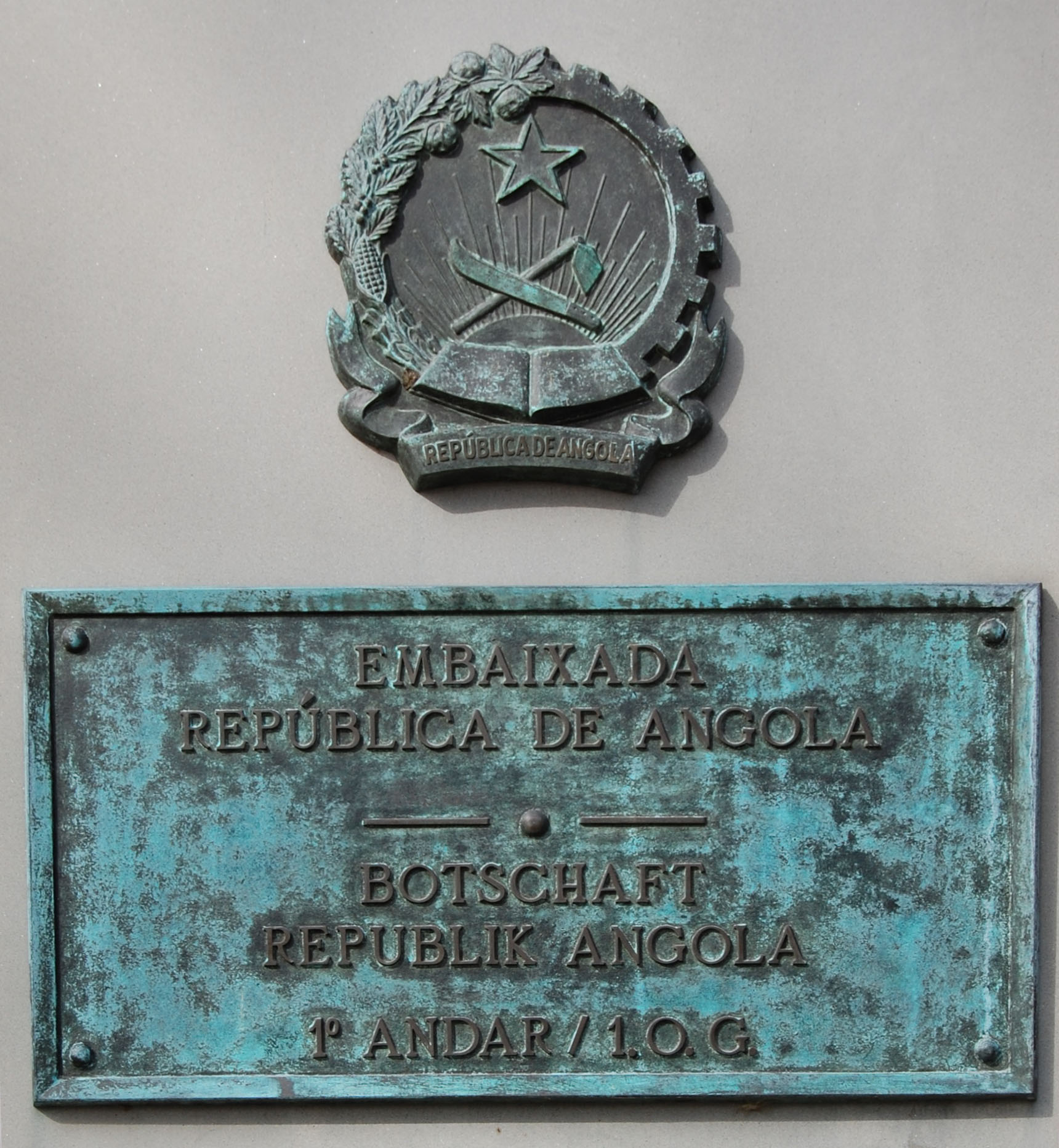
Schild an der Botschaft Angolas in Berlin

## Diplomatie
Die Deutsche Botschaft Luanda residiert in der angolanischen Hauptstadt Luanda in der Rua de Benguela 17 in Luanda. Deutsche Konsulate darüber hinaus sind in Angola keine eingerichtet.
Die Angolanische Botschaft in Berlin befindet sich in der Wallstraße Nr. 59. Daneben besteht ein Generalkonsulat der Republik Angola in Frankfurt am Main und drei angolanische Honorarkonsulate in Bremen, Düsseldorf und München.

## Deutsche Einrichtungen in Angola
- Goethe-Institut in Luanda, Rua Comandante Kwenha Nr. 272[8]
- Delegation der deutschen Wirtschaft in Angola (AHK Angola), Luanda, Rua Engenheiro Armindo de Andrade Nr. 80[9]
- Angolanisch-Deutsches Berufsbildungswerk FormPRO in Luanda[10]

## Angolanische Einrichtungen in Deutschland
- Verein der Angolaner in Deutschland e. V. (Associação dos Angolanos na República Federal da Alemanha) in Meckenheim
- 2005 gründeten Angolaner in Dortmund die international vertriebene, portugiesischsprachige Zeitschrift Ngingão Cultural. Sie funktionierte auch als Kulturverein und organisierte u. a. Misswahlen und Konzerte in Dortmund, darunter auch Bonga Kuenda.[11] Die Zeitschrift erschien einige Jahre und wurde dann ganz eingestellt, während Chefradekteur Kota Ngingas danach noch einige Zeit Artikel in der Portugal Post schrieb.

## Sport

### Fußball

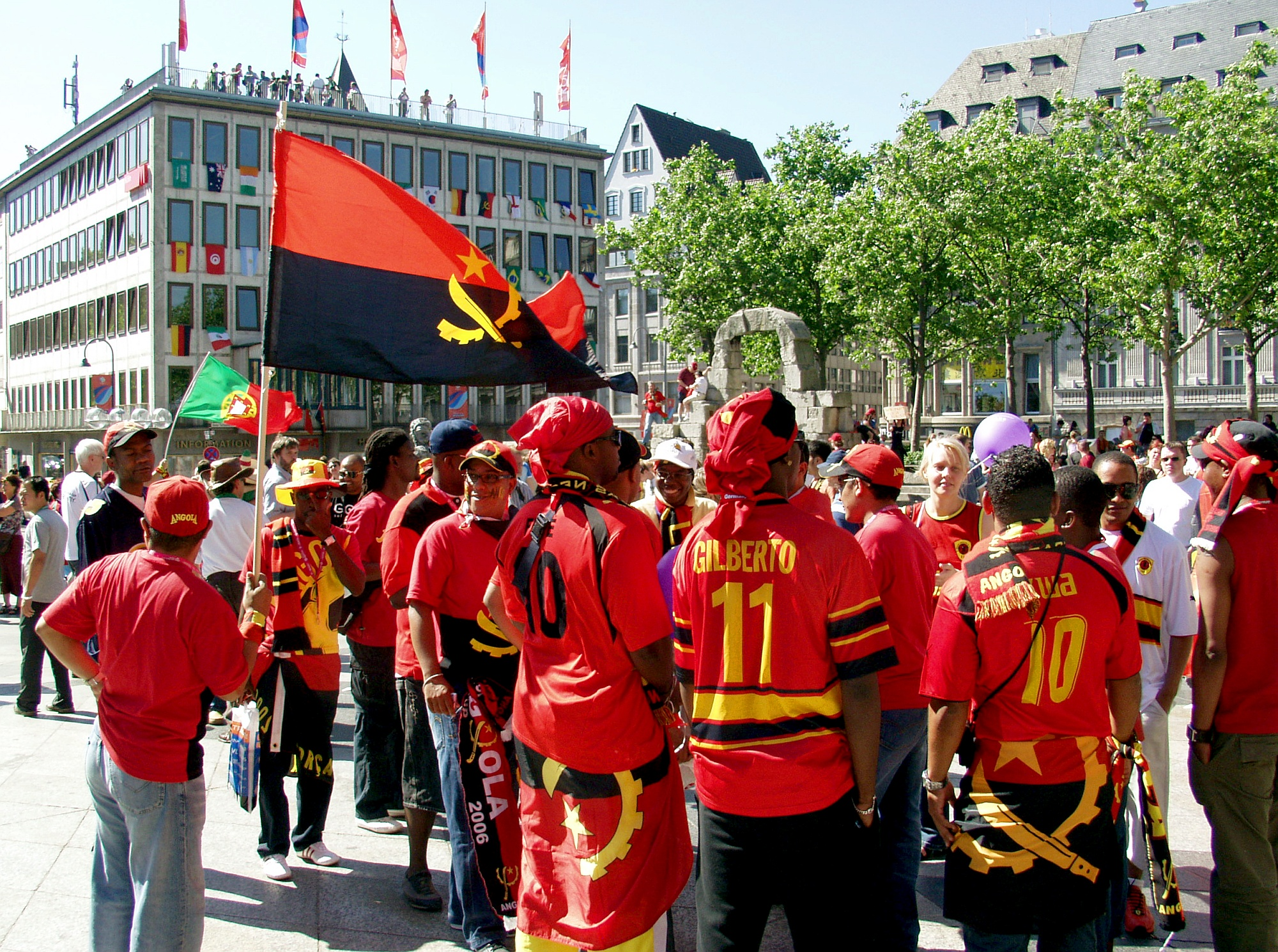
Angolanische Fans vor dem ersten WM-Spiel in Köln am 11. Juni 2006

Die angolanische Fußballnationalmannschaft nahm erstmals an einer Weltmeisterschaft teil, nachdem sie sich für die Fußball-Weltmeisterschaft 2006 in Deutschland qualifizierte. Nach zwei Unentschieden und einer Niederlage gelang ihr jedoch nicht der Einzug ins Achtelfinale.
Der angolanische Fußballspieler Miguel Pereira (* 1975) spielte schon mit 18 Jahren für den FC Schalke 04 und ist seither als Spieler und Trainer in Deutschland aktiv. Nando Rafael (* 1984), Narciso Lubasa (* 1989), Joe Vunguidica (* 1990), José-Junior Matuwila (* 1991), Danny da Costa (* 1993), Malcolm Cacutalua (* 1994), Anderson Lucoqui (* 1997), Steve Tunga (* 1997), Naod Mekonnen (* 2000), Jabez Makanda (* 2001), Abdenego Nankishi (* 2002), Eliot Muteba (* 2003), Jermain Nischalke (* 2003), Joel da Silva Kiala (* 2004), Elione Fernandes Neto (* 2005) und Daniel Sumbu (* 2007) sind weitere deutsch-angolanische Fußballspieler.

### Basketball
Neben Fußball ist auch Basketball in Angola sehr populär. Die deutsche Basketballnationalmannschaft und die angolanische Auswahl der Herren spielten bisher fünfmal gegeneinander, mit vier deutschen und einem angolanischen Sieg (Stand Oktober 2018). Erstmals trafen sie bei den Olympischen Sommerspielen 1992 in Badalona zusammen, die deutsche Auswahl gewann dabei denkbar knapp mit 64:63.
Die Deutschen und die angolanischen Basketballdamen trafen bislang noch nicht aufeinander (Stand Oktober 2018).
Gelegentlich spielen angolanische Spieler auch in Deutschland, etwa der deutsch-portugiesisch-angolanische Spieler Jone Lopes Pedro (* 1990), der seit seinem sechsten Lebensjahr in Aachen lebte.

### Rollhockey
An der Rollhockey-Weltmeisterschaft 2013 in der angolanischen Hauptstadt Luanda und in der südangolanischen Hafenstadt Namibe nahm auch die deutsche Rollhockey-Nationalmannschaft teil, schied jedoch nach einem Sieg und zwei Niederlagen bereits in der Gruppenphase aus.
Bei der Rollhockey-Weltmeisterschaft 1997 im deutschen Wuppertal trafen die Gastgeber und die angolanische Auswahl im Spiel um Platz sieben aufeinander, Angola unterlag mit 1:4, so dass Deutschland siebt- und Angola achtplatziert abschlossen.

### Andere
Die deutsch-angolanische Handballspielerin Stephanie Lukau ist in Hamburg als Kind angolanischer Eltern geboren.